# Ho-103
Ho-103(12.7mm kiểu 1) là một súng máy dùng trên máy bay của lực lượng lục quân Đế quốc Nhật Bản. Thiết kế của loại súng này giống như khẩu M2 Browning nhưng sử dụng loại đạn nhỏ hơn và tốc độ bắn nhanh hơn. Loại súng này được chế tạo để thay thế súng máy Kiểu 89 trong việc gắn trên các xe bọc thép khi nhận thấy loại súng này có hỏa lực quá yếu sau chiến dịch Khalkhyn Gol, tuy nhiên Ho-103 đã trở thành loại súng tiêu chuẩn của các máy bay tiêm kích trong lực lượng không quân Đế quốc Nhật Bản khi nó chứng tỏ hỏa lực của mình trong việc chiến đấu trên không tốt hơn các loại súng khác trước đó. Loại súng này đã được sử dụng phổ biến tại mặt trận Thái Bình Dương trong chiến tranh thế giới thứ hai. Ngoài việc được sử dụng nhiều trên máy bay thì nó còn được sử dụng để chiến đấu dưới mặt đất bằng cách gắn trên các xe bọc thép như kế hoạch phát triển trước đó.